# Irwiniella palaestinensis
Irwiniella palaestinensis är en tvåvingeart som först beskrevs av Krober 1932.  Irwiniella palaestinensis ingår i släktet Irwiniella och familjen stilettflugor. Inga underarter finns listade i Catalogue of Life.